# Amby Fogarty
Amby Fogarty (Dublín, 11 de septiembre de 1933-4 de enero de 2016) fue un entrenador y jugador de fútbol irlandés que jugaba en la demarcación de centrocampista.

## Selección nacional
Jugó un total de 11 partidos con la selección de fútbol de Irlanda. Debutó el 11 de mayo de 1960 en un partido amistoso contra Alemania Occidental que finalizó con un resultado a favor del combinado irlandés por 0-1. Además disputó la fase de clasificación para la Copa Mundial de Fútbol de 1962 y de clasificación para la Eurocopa 1964, en la cual jugó su último partido con la selección contra España.

## Clubes
| Club                 | País              | Año         | Partidos | Goles |
| -------------------- | ----------------- | ----------- | -------- | ----- |
| Bohemians FC         | Irlanda           | 1953 - 1955 | 29       | 8     |
| Glentoran FC         | Irlanda del Norte | 1955 - 1957 | 40       | 10    |
| Sunderland AFC       | Inglaterra        | 1957 - 1963 | 152      | 37    |
| Hartlepool United FC | Inglaterra        | 1963 - 1966 | 127      | 22    |
| Cork Hibernians FC   | Irlanda           | 1966 - 1969 | 40       | 3     |
| Cork Celtic FC       | Irlanda           | 1969 - 1971 | 29       | 3     |
| Drumcondra FC        | Irlanda           | 1971 - 1972 | 15       | 4     |
| Bray Wanderers AFC   | Irlanda           | 1972 - 1974 |          |       |
| Athlone Town FC      | Irlanda           | 1974 - 1975 | 1        | 0     |